# Collegio elettorale di Capua (Regno d'Italia)
Il collegio elettorale di Capua è stato un collegio elettorale uninominale e di lista del Regno d'Italia per l'elezione della Camera dei deputati.

## Storia
Il collegio uninominale venne istituito, insieme ad altri 442, tramite regio decreto 17 dicembre 1860, n. 4513.
Successivamente divenne collegio plurinominale tramite regio decreto 24 settembre 1882, n. 999, in seguito alla riforma che stabilì complessivamente 135 collegi elettorali.
Tornò poi ad essere un collegio uninominale tramite regio decreto 14 giugno 1891, n. 280, in seguito alla riforma che stabilì complessivamente 508 collegi elettorali.
Fu soppresso nel 1919 in seguito alla riforma che definì 54 collegi elettorali.
| Legislature           | VIII | IX   | X    | XI   | XII  | XIII | XIV  | XV   | XVI  | XVII | XVIII | XIX  | XX   | XXI  | XXII | XXIII | XXIV | XXV  | XXVI | XXVII | XXVIII | XXIX | XXX  |
| --------------------- | ---- | ---- | ---- | ---- | ---- | ---- | ---- | ---- | ---- | ---- | ----- | ---- | ---- | ---- | ---- | ----- | ---- | ---- | ---- | ----- | ------ | ---- | ---- |
| Elezioni              | 1861 | 1865 | 1867 | 1870 | 1874 | 1876 | 1880 | 1882 | 1886 | 1890 | 1892  | 1895 | 1897 | 1900 | 1904 | 1909  | 1913 | 1919 | 1921 | 1924  | 1929   | 1934 | 1939 |
| Deputati nel collegio | 1    | 1    | 1    | 1    | 1    | 1    | 1    | 5    | 5    | 5    | 1     | 1    | 1    | 1    | 1    | 1     | 1    |      |      |       |        |      |      |
|                       |      |      |      |      |      |      |      |      |      |      |       |      |      |      |      |       |      |      |      |       |        |      |      |
| Totale eletti         | 443  | 493  | 493  | 508  | 508  | 508  | 508  | 508  | 508  | 508  | 508   | 508  | 508  | 508  | 508  | 508   | 508  | 508  | 535  | 535   | 400    | 400  |      |
| Numero collegi        | 443  | 493  | 493  | 508  | 508  | 508  | 508  | 135  | 135  | 135  | 508   | 508  | 508  | 508  | 508  | 508   | 508  | 54   | 40   | 15    | 1      | 1    |      |

## Dati elettorali
Nel collegio si svolsero elezioni per diciassette legislature.

### VIII legislatura
Le votazioni si svolsero in 443 collegi uninominali a doppio turno. Come previsto dalla legge elettorale del 17 dicembre 1860, era eletto al primo turno il candidato che «riunisce in suo favore più del terzo dei voti del total numero dei membri componenti il collegio e più della metà dei suffragi dati dai votanti presenti all'adunanza» (art. 91). Se nessun candidato era eletto, al ballottaggio tra i due candidati con più voti era eletto chi otteneva il maggior numero di voti (art. 92) o, in caso di ugual numero di voti, il maggiore d'età (art. 93).
| Partito                            | Partito                            | Candidato                          | Primo turno 27 gennaio 1861 | Primo turno 27 gennaio 1861 | Ballottaggio 3 febbraio 1861 | Ballottaggio 3 febbraio 1861 |
| Partito                            | Partito                            | Candidato                          | Voti                        | %                           | Voti                         | %                            |
| ---------------------------------- | ---------------------------------- | ---------------------------------- | --------------------------- | --------------------------- | ---------------------------- | ---------------------------- |
|                                    | —                                  | Giuseppe Leonetti                  | 241                         | 34,09                       | 450                          | 54,35                        |
|                                    | —                                  | Annibale Ranucci                   | 270                         | 38,19                       | 378                          | 45,65                        |
|                                    | —                                  | Francesco Garofano                 | 196                         | 27,72                       |                              |                              |
|                                    |                                    |                                    |                             |                             |                              |                              |
| Iscritti                           | Iscritti                           | Iscritti                           | 1 153                       | 100,00                      | 1 153                        | 100,00                       |
| ↳ Votanti (% su iscritti)          | ↳ Votanti (% su iscritti)          | ↳ Votanti (% su iscritti)          | 811                         | 70,34                       | 834                          | 72,33                        |
| ↳ Voti validi (% su votanti)       | ↳ Voti validi (% su votanti)       | ↳ Voti validi (% su votanti)       | 707                         | 87,18                       | 828                          | 99,28                        |
| ↳ Schede non valide (% su votanti) | ↳ Schede non valide (% su votanti) | ↳ Schede non valide (% su votanti) | 104                         | 12,82                       | 6                            | 0,72                         |
| ↳ Astenuti (% su iscritti)         | ↳ Astenuti (% su iscritti)         | ↳ Astenuti (% su iscritti)         | 342                         | 29,66                       | 319                          | 27,67                        |

### IX legislatura
Le votazioni si svolsero in 493 collegi uninominali a doppio turno con la stessa normativa precedente (al primo turno un numero di voti maggiore di un terzo degli iscritti al voto).
| Partito                            | Partito                            | Candidato                          | Primo turno 22 ottobre 1865 | Primo turno 22 ottobre 1865 | Ballottaggio 29 ottobre 1865 | Ballottaggio 29 ottobre 1865 |
| Partito                            | Partito                            | Candidato                          | Voti                        | %                           | Voti                         | %                            |
| ---------------------------------- | ---------------------------------- | ---------------------------------- | --------------------------- | --------------------------- | ---------------------------- | ---------------------------- |
|                                    | —                                  | Salvatore Pizzi                    | 247                         | 51,89                       | 314                          | 52,16                        |
|                                    | —                                  | Alessandro De Sterlich             | 229                         | 48,11                       | 288                          | 47,84                        |
|                                    |                                    |                                    |                             |                             |                              |                              |
| Iscritti                           | Iscritti                           | Iscritti                           | 967                         | 100,00                      | 967                          | 100,00                       |
| ↳ Votanti (% su iscritti)          | ↳ Votanti (% su iscritti)          | ↳ Votanti (% su iscritti)          | 564                         | 58,32                       | 632                          | 65,36                        |
| ↳ Voti validi (% su votanti)       | ↳ Voti validi (% su votanti)       | ↳ Voti validi (% su votanti)       | 476                         | 84,40                       | 602                          | 95,25                        |
| ↳ Schede non valide (% su votanti) | ↳ Schede non valide (% su votanti) | ↳ Schede non valide (% su votanti) | 88                          | 15,60                       | 30                           | 4,75                         |
| ↳ Astenuti (% su iscritti)         | ↳ Astenuti (% su iscritti)         | ↳ Astenuti (% su iscritti)         | 403                         | 41,68                       | 335                          | 34,64                        |

### X legislatura
Le votazioni si svolsero in 493 collegi uninominali a doppio turno con la stessa normativa precedente (al primo turno un numero di voti maggiore di un terzo degli iscritti al voto).
| Partito                            | Partito                            | Candidato                          | Primo turno 10 marzo 1867 | Primo turno 10 marzo 1867 | Ballottaggio 17 marzo1867 | Ballottaggio 17 marzo1867 |
| Partito                            | Partito                            | Candidato                          | Voti                      | %                         | Voti                      | %                         |
| ---------------------------------- | ---------------------------------- | ---------------------------------- | ------------------------- | ------------------------- | ------------------------- | ------------------------- |
|                                    | —                                  | Giuseppe Leonetti                  | 208                       | 51,36                     | 257                       | 50,39                     |
|                                    | —                                  | Ferdinando Palasciano              | 110                       | 27,16                     | 253                       | 49,61                     |
|                                    | —                                  | Alessandro De Sterlich             | 87                        | 21,48                     |                           |                           |
|                                    |                                    |                                    |                           |                           |                           |                           |
| Iscritti                           | Iscritti                           | Iscritti                           | 1 107                     | 100,00                    | 1 107                     | 100,00                    |
| ↳ Votanti (% su iscritti)          | ↳ Votanti (% su iscritti)          | ↳ Votanti (% su iscritti)          | 445                       | 40,20                     | 520                       | 46,97                     |
| ↳ Voti validi (% su votanti)       | ↳ Voti validi (% su votanti)       | ↳ Voti validi (% su votanti)       | 405                       | 91,01                     | 510                       | 98,08                     |
| ↳ Schede non valide (% su votanti) | ↳ Schede non valide (% su votanti) | ↳ Schede non valide (% su votanti) | 40                        | 8,99                      | 10                        | 1,92                      |
| ↳ Astenuti (% su iscritti)         | ↳ Astenuti (% su iscritti)         | ↳ Astenuti (% su iscritti)         | 662                       | 59,80                     | 587                       | 53,03                     |

Il deputato Leonetti morì il 28 aprile 1869 e fu indetta un'elezione suppletiva per il 23 maggio 1869.
| Partito                            | Partito                            | Candidato                          | Primo turno 23 maggio 1869 | Primo turno 23 maggio 1869 | Ballottaggio 30 maggio 1869 | Ballottaggio 30 maggio 1869 |
| Partito                            | Partito                            | Candidato                          | Voti                       | %                          | Voti                        | %                           |
| ---------------------------------- | ---------------------------------- | ---------------------------------- | -------------------------- | -------------------------- | --------------------------- | --------------------------- |
|                                    | —                                  | Alessandro De Sterlich             | 195                        | 57,86                      | 422                         | 63,94                       |
|                                    | —                                  | Emilio Civita                      | 142                        | 42,14                      | 238                         | 36,06                       |
|                                    |                                    |                                    |                            |                            |                             |                             |
| Iscritti                           | Iscritti                           | Iscritti                           | 1 094                      | 100,00                     | 1 094                       | 100,00                      |
| ↳ Votanti (% su iscritti)          | ↳ Votanti (% su iscritti)          | ↳ Votanti (% su iscritti)          | 390                        | 35,65                      | 667                         | 60,97                       |
| ↳ Voti validi (% su votanti)       | ↳ Voti validi (% su votanti)       | ↳ Voti validi (% su votanti)       | 337                        | 86,41                      | 660                         | 98,95                       |
| ↳ Schede non valide (% su votanti) | ↳ Schede non valide (% su votanti) | ↳ Schede non valide (% su votanti) | 53                         | 13,59                      | 7                           | 1,05                        |
| ↳ Astenuti (% su iscritti)         | ↳ Astenuti (% su iscritti)         | ↳ Astenuti (% su iscritti)         | 704                        | 64,35                      | 427                         | 39,03                       |

### XI legislatura
Le votazioni si svolsero in 508 collegi uninominali a doppio turno con la normativa del 1860 (al primo turno un numero di voti maggiore di un terzo degli iscritti al voto).
| Partito                            | Partito                            | Candidato                          | Primo turno 20 novembre 1870 | Primo turno 20 novembre 1870 | Ballottaggio 27 novembre 1870 | Ballottaggio 27 novembre 1870 |
| Partito                            | Partito                            | Candidato                          | Voti                         | %                            | Voti                          | %                             |
| ---------------------------------- | ---------------------------------- | ---------------------------------- | ---------------------------- | ---------------------------- | ----------------------------- | ----------------------------- |
|                                    | —                                  | Alessandro De Sterlich             | 269                          | 40,03                        | 461                           | 52,63                         |
|                                    | —                                  | Francesco De Renzis                | 324                          | 48,21                        | 415                           | 47,37                         |
|                                    | —                                  | Ferdinando Palasciano              | 79                           | 11,76                        |                               |                               |
|                                    |                                    |                                    |                              |                              |                               |                               |
| Iscritti                           | Iscritti                           | Iscritti                           | 1 204                        | 100,00                       | 1 204                         | 100,00                        |
| ↳ Votanti (% su iscritti)          | ↳ Votanti (% su iscritti)          | ↳ Votanti (% su iscritti)          | 718                          | 59,63                        | 913                           | 75,83                         |
| ↳ Voti validi (% su votanti)       | ↳ Voti validi (% su votanti)       | ↳ Voti validi (% su votanti)       | 672                          | 93,59                        | 876                           | 95,95                         |
| ↳ Schede non valide (% su votanti) | ↳ Schede non valide (% su votanti) | ↳ Schede non valide (% su votanti) | 46                           | 6,41                         | 37                            | 4,05                          |
| ↳ Astenuti (% su iscritti)         | ↳ Astenuti (% su iscritti)         | ↳ Astenuti (% su iscritti)         | 486                          | 40,37                        | 291                           | 24,17                         |

### XII legislatura
Le votazioni si svolsero in 508 collegi uninominali a doppio turno con la normativa del 1860 (al primo turno un numero di voti maggiore di un terzo degli iscritti al voto).
| Partito                            | Partito                            | Candidato                          | Risultati 8 novembre 1874 | Risultati 8 novembre 1874 |
| Partito                            | Partito                            | Candidato                          | Voti                      | %                         |
| ---------------------------------- | ---------------------------------- | ---------------------------------- | ------------------------- | ------------------------- |
|                                    | —                                  | Francesco De Renzis                | 656                       | 85,86                     |
|                                    | —                                  | Alessandro De Sterlich             | 108                       | 14,14                     |
|                                    |                                    |                                    |                           |                           |
| Iscritti                           | Iscritti                           | Iscritti                           | 1 151                     | 100,00                    |
| ↳ Votanti (% su iscritti)          | ↳ Votanti (% su iscritti)          | ↳ Votanti (% su iscritti)          | 791                       | 68,72                     |
| ↳ Voti validi (% su votanti)       | ↳ Voti validi (% su votanti)       | ↳ Voti validi (% su votanti)       | 764                       | 96,59                     |
| ↳ Schede non valide (% su votanti) | ↳ Schede non valide (% su votanti) | ↳ Schede non valide (% su votanti) | 27                        | 3,41                      |
| ↳ Astenuti (% su iscritti)         | ↳ Astenuti (% su iscritti)         | ↳ Astenuti (% su iscritti)         | 360                       | 31,28                     |

### XIII legislatura
Le votazioni si svolsero in 508 collegi uninominali a doppio turno con la normativa del 1860 (al primo turno un numero di voti maggiore di un terzo degli iscritti al voto).
| Partito                            | Partito                            | Candidato                          | Risultati 5 novembre 1876 | Risultati 5 novembre 1876 |
| Partito                            | Partito                            | Candidato                          | Voti                      | %                         |
| ---------------------------------- | ---------------------------------- | ---------------------------------- | ------------------------- | ------------------------- |
|                                    | —                                  | Francesco De Renzis                | 529                       | 100,00                    |
|                                    |                                    |                                    |                           |                           |
| Iscritti                           | Iscritti                           | Iscritti                           | 1 171                     | 100,00                    |
| ↳ Votanti (% su iscritti)          | ↳ Votanti (% su iscritti)          | ↳ Votanti (% su iscritti)          | 537                       | 45,86                     |
| ↳ Voti validi (% su votanti)       | ↳ Voti validi (% su votanti)       | ↳ Voti validi (% su votanti)       | 529                       | 98,51                     |
| ↳ Schede non valide (% su votanti) | ↳ Schede non valide (% su votanti) | ↳ Schede non valide (% su votanti) | 8                         | 1,49                      |
| ↳ Astenuti (% su iscritti)         | ↳ Astenuti (% su iscritti)         | ↳ Astenuti (% su iscritti)         | 634                       | 54,14                     |

### XIV legislatura
Le votazioni si svolsero in 508 collegi uninominali a doppio turno con la normativa del 1860 (al primo turno un numero di voti maggiore di un terzo degli iscritti al voto).
| Partito                            | Partito                            | Candidato                          | Risultati 16 maggio 1880 | Risultati 16 maggio 1880 |
| Partito                            | Partito                            | Candidato                          | Voti                     | %                        |
| ---------------------------------- | ---------------------------------- | ---------------------------------- | ------------------------ | ------------------------ |
|                                    | —                                  | Francesco De Renzis                | 610                      | 74,94                    |
|                                    | —                                  | Vincenzo Sparano                   | 204                      | 25,06                    |
|                                    |                                    |                                    |                          |                          |
| Iscritti                           | Iscritti                           | Iscritti                           | 1 077                    | 100,00                   |
| ↳ Votanti (% su iscritti)          | ↳ Votanti (% su iscritti)          | ↳ Votanti (% su iscritti)          | 823                      | 76,42                    |
| ↳ Voti validi (% su votanti)       | ↳ Voti validi (% su votanti)       | ↳ Voti validi (% su votanti)       | 814                      | 98,91                    |
| ↳ Schede non valide (% su votanti) | ↳ Schede non valide (% su votanti) | ↳ Schede non valide (% su votanti) | 9                        | 1,09                     |
| ↳ Astenuti (% su iscritti)         | ↳ Astenuti (% su iscritti)         | ↳ Astenuti (% su iscritti)         | 254                      | 23,58                    |

### XV legislatura
Le votazioni si svolsero in 135 collegi plurinominali a doppio turno. Come previsto dalla legge elettorale politica del 24 settembre 1882, erano eletti al primo turno i candidati che «hanno ottenuto il maggior numero di voti, purché questo numero oltrepassi l'ottavo del numero degli elettori iscritti» (art. 74) secondo il numero di deputati previsto per il collegio; se il numero di eletti era inferiore al numero di deputati, il ballottaggio era tra i non eletti (in numero doppio rispetto ai deputati ancora da eleggere) che avevano il maggior numero di voti (art. 75) ed era eletto chi otteneva il maggior numero di voti nella seconda votazione (art. 77) oppure, in caso di ugual numero di voti, il maggiore d'età (art. 78).
| Partito                    | Partito                    | Candidato                     | Risultati 29 ottobre 1882 | Risultati 29 ottobre 1882 |
| Partito                    | Partito                    | Candidato                     | Voti                      | %                         |
| -------------------------- | -------------------------- | ----------------------------- | ------------------------- | ------------------------- |
|                            | —                          | Francesco De Renzis           | 5 126                     | 48,34                     |
|                            | —                          | Cesare Golia                  | 4 812                     | 45,38                     |
|                            | —                          | Roberto Gaetani di Laurenzana | 4 702                     | 44,34                     |
|                            | —                          | Pietro Rosano                 | 4 598                     | 43,36                     |
|                            | —                          | Angelo Broccoli               | 4 555                     | 42,96                     |
|                            | —                          | Francesco Petronio            | 4 041                     | 38,11                     |
|                            | —                          | Giuseppe De Simone            | 2 816                     | 26,56                     |
|                            | —                          | Giovanni Battista Di Lorenzo  | 2 785                     | 26,26                     |
|                            | —                          | Guglielmo Capitelli           | 2 704                     | 25,50                     |
|                            | —                          | Michele Del Monte             | 1 344                     | 12,67                     |
|                            | —                          | Olindo Amore                  | 1 291                     | 12,17                     |
|                            | —                          | Raffaele Gigante              | 118                       | 1,11                      |
|                            |                            |                               |                           |                           |
| Iscritti                   | Iscritti                   | Iscritti                      | 13 824                    | 100,00                    |
| ↳ Votanti (% su iscritti)  | ↳ Votanti (% su iscritti)  | ↳ Votanti (% su iscritti)     | 10 604                    | 76,71                     |
| ↳ Astenuti (% su iscritti) | ↳ Astenuti (% su iscritti) | ↳ Astenuti (% su iscritti)    | 3 220                     | 23,29                     |

### XVI legislatura
Le votazioni si svolsero in 135 collegi plurinominali a doppio turno con la normativa del 1882 (al primo turno un numero di voti maggiore di un ottavo degli iscritti al voto).
| Partito                    | Partito                    | Candidato                     | Risultati 23 maggio 1886 | Risultati 23 maggio 1886 |
| Partito                    | Partito                    | Candidato                     | Voti                     | %                        |
| -------------------------- | -------------------------- | ----------------------------- | ------------------------ | ------------------------ |
|                            | —                          | Pietro Rosano                 | 7 694                    | 56,15                    |
|                            | —                          | Francesco De Renzis           | 7 195                    | 52,51                    |
|                            | —                          | Giuseppe De Simone            | 7 151                    | 52,19                    |
|                            | —                          | Francesco Petronio            | 6 615                    | 48,27                    |
|                            | —                          | Roberto Gaetani di Laurenzana | 6 071                    | 44,30                    |
|                            | —                          | Angelo Broccoli               | 6 018                    | 43,92                    |
|                            | —                          | Olindo Amore                  | 5 776                    | 42,15                    |
|                            | —                          | Cesare Golia                  | 4 106                    | 29,96                    |
|                            |                            |                               |                          |                          |
| Iscritti                   | Iscritti                   | Iscritti                      | 17 889                   | 100,00                   |
| ↳ Votanti (% su iscritti)  | ↳ Votanti (% su iscritti)  | ↳ Votanti (% su iscritti)     | 13 703                   | 76,60                    |
| ↳ Astenuti (% su iscritti) | ↳ Astenuti (% su iscritti) | ↳ Astenuti (% su iscritti)    | 4 186                    | 23,40                    |

Il deputato De Renzis il 3 febbraio 1890 dette le dimissioni e fu indetta un'elezione suppletiva per il 2 marzo 1890.
| Partito                            | Partito                            | Candidato                          | Risultati 2 marzo 1890 | Risultati 2 marzo 1890 |
| Partito                            | Partito                            | Candidato                          | Voti                   | %                      |
| ---------------------------------- | ---------------------------------- | ---------------------------------- | ---------------------- | ---------------------- |
|                                    | —                                  | Angelo Broccoli                    | 8 189                  | 66,33                  |
|                                    | —                                  | Olindo Amore                       | 4 157                  | 33,67                  |
|                                    |                                    |                                    |                        |                        |
| Iscritti                           | Iscritti                           | Iscritti                           | 18 982                 | 100,00                 |
| ↳ Votanti (% su iscritti)          | ↳ Votanti (% su iscritti)          | ↳ Votanti (% su iscritti)          | 12 616                 | 66,46                  |
| ↳ Voti validi (% su votanti)       | ↳ Voti validi (% su votanti)       | ↳ Voti validi (% su votanti)       | 12 346                 | 97,86                  |
| ↳ Schede non valide (% su votanti) | ↳ Schede non valide (% su votanti) | ↳ Schede non valide (% su votanti) | 270                    | 2,14                   |
| ↳ Astenuti (% su iscritti)         | ↳ Astenuti (% su iscritti)         | ↳ Astenuti (% su iscritti)         | 6 366                  | 33,54                  |

### XVII legislatura
Le votazioni si svolsero in 135 collegi plurinominali a doppio turno con la normativa del 1882 (al primo turno un numero di voti maggiore di un ottavo degli iscritti al voto).
| Partito                    | Partito                    | Candidato                    | Risultati 23 novembre 1890 | Risultati 23 novembre 1890 |
| Partito                    | Partito                    | Candidato                    | Voti                       | %                          |
| -------------------------- | -------------------------- | ---------------------------- | -------------------------- | -------------------------- |
|                            | —                          | Pietro Rosano                | 10 110                     | 64,68                      |
|                            | —                          | Giuseppe De Simone           | 8 947                      | 57,24                      |
|                            | —                          | Amgelo Broccoli              | 8 620                      | 55,15                      |
|                            | —                          | Francesco Petronio           | 7 751                      | 49,59                      |
|                            | —                          | Olindo Amore                 | 5 832                      | 37,31                      |
|                            | —                          | Michele Verzillo             | 5 107                      | 32,67                      |
|                            | —                          | Antonio Gaetani di Lorenzana | 4 818                      | 30,82                      |
|                            | —                          | Francesco Romano             | 3 756                      | 24,03                      |
|                            | —                          | Giuseppe Montese             | 1 570                      | 10,04                      |
|                            |                            |                              |                            |                            |
| Iscritti                   | Iscritti                   | Iscritti                     | 21 122                     | 100,00                     |
| ↳ Votanti (% su iscritti)  | ↳ Votanti (% su iscritti)  | ↳ Votanti (% su iscritti)    | 15 631                     | 74,00                      |
| ↳ Astenuti (% su iscritti) | ↳ Astenuti (% su iscritti) | ↳ Astenuti (% su iscritti)   | 5 491                      | 26,00                      |

### XVIII legislatura
Le votazioni si svolsero in 508 collegi uninominali a doppio turno. Come previsto dalla legge elettorale politica del 28 giugno 1892, era eletto al primo turno il candidato che «ha ottenuto un numero di voti maggiore del sesto del numero totale degli elettori iscritti nella lista del collegio e più della metà dei suffragi dati dai votanti» escludendo le schede nulle (art. 74). Se nessun candidato era eletto, al ballottaggio tra i due candidati con più voti (art. 75) era eletto chi otteneva il maggior numero di voti oppure, in caso di ugual numero di voti, il maggiore d'età (art. 77).
| Partito                            | Partito                            | Candidato                          | Risultati 6 novembre 1892 | Risultati 6 novembre 1892 |
| Partito                            | Partito                            | Candidato                          | Voti                      | %                         |
| ---------------------------------- | ---------------------------------- | ---------------------------------- | ------------------------- | ------------------------- |
|                                    | —                                  | Michele Verzillo                   | 2 181                     | 53,43                     |
|                                    | —                                  | Angelo Broccoli                    | 1 901                     | 46,57                     |
|                                    |                                    |                                    |                           |                           |
| Iscritti                           | Iscritti                           | Iscritti                           | 5 467                     | 100,00                    |
| ↳ Votanti (% su iscritti)          | ↳ Votanti (% su iscritti)          | ↳ Votanti (% su iscritti)          | 4 237                     | 77,50                     |
| ↳ Voti validi (% su votanti)       | ↳ Voti validi (% su votanti)       | ↳ Voti validi (% su votanti)       | 4 082                     | 96,34                     |
| ↳ Schede non valide (% su votanti) | ↳ Schede non valide (% su votanti) | ↳ Schede non valide (% su votanti) | 155                       | 3,66                      |
| ↳ Astenuti (% su iscritti)         | ↳ Astenuti (% su iscritti)         | ↳ Astenuti (% su iscritti)         | 1 230                     | 22,50                     |

Fu convalidata l'elezione il 9 giugno 1896 dopo che la Giunta per la verificazione dei poteri riconobbe, a mezzo di un Comitato inquirente, la regolarità delle operazioni elettorali e la inattendibilità delle accuse di pressioni e brogli elevate contro l'elezione.

### XIX legislatura
Le votazioni si svolsero in 508 collegi uninominali a doppio turno con la normativa del 1892 (al primo turno un numero di voti maggiore di un sesto degli iscritti al voto).
| Partito                            | Partito                            | Candidato                          | Risultati 26 maggio 1895 | Risultati 26 maggio 1895 |
| Partito                            | Partito                            | Candidato                          | Voti                     | %                        |
| ---------------------------------- | ---------------------------------- | ---------------------------------- | ------------------------ | ------------------------ |
|                                    | —                                  | Michele Verzillo                   | 1 286                    | 52,21                    |
|                                    | —                                  | Michele De Renzis                  | 1 177                    | 47,79                    |
|                                    |                                    |                                    |                          |                          |
| Iscritti                           | Iscritti                           | Iscritti                           | 3 028                    | 100,00                   |
| ↳ Votanti (% su iscritti)          | ↳ Votanti (% su iscritti)          | ↳ Votanti (% su iscritti)          | 2 562                    | 84,61                    |
| ↳ Voti validi (% su votanti)       | ↳ Voti validi (% su votanti)       | ↳ Voti validi (% su votanti)       | 2 463                    | 96,14                    |
| ↳ Schede non valide (% su votanti) | ↳ Schede non valide (% su votanti) | ↳ Schede non valide (% su votanti) | 99                       | 3,86                     |
| ↳ Astenuti (% su iscritti)         | ↳ Astenuti (% su iscritti)         | ↳ Astenuti (% su iscritti)         | 466                      | 15,39                    |

### XX legislatura
Le votazioni si svolsero in 508 collegi uninominali a doppio turno con la normativa del 1892 (al primo turno un numero di voti maggiore di un sesto degli iscritti al voto).
| Partito                            | Partito                            | Candidato                          | Risultati 21 marzo 1897 | Risultati 21 marzo 1897 |
| Partito                            | Partito                            | Candidato                          | Voti                    | %                       |
| ---------------------------------- | ---------------------------------- | ---------------------------------- | ----------------------- | ----------------------- |
|                                    | —                                  | Michele De Renzis                  | 1 303                   | 51,93                   |
|                                    | —                                  | Michele Verzillo                   | 1 206                   | 48,07                   |
|                                    |                                    |                                    |                         |                         |
| Iscritti                           | Iscritti                           | Iscritti                           | 3 064                   | 100,00                  |
| ↳ Votanti (% su iscritti)          | ↳ Votanti (% su iscritti)          | ↳ Votanti (% su iscritti)          | 2 605                   | 85,02                   |
| ↳ Voti validi (% su votanti)       | ↳ Voti validi (% su votanti)       | ↳ Voti validi (% su votanti)       | 2 509                   | 96,31                   |
| ↳ Schede non valide (% su votanti) | ↳ Schede non valide (% su votanti) | ↳ Schede non valide (% su votanti) | 96                      | 3,69                    |
| ↳ Astenuti (% su iscritti)         | ↳ Astenuti (% su iscritti)         | ↳ Astenuti (% su iscritti)         | 459                     | 14,98                   |

### XXI legislatura
Le votazioni si svolsero in 508 collegi uninominali a doppio turno con la normativa del 1892 (al primo turno un numero di voti maggiore di un sesto degli iscritti al voto).

### XXII legislatura
Le votazioni si svolsero in 508 collegi uninominali a doppio turno con la normativa del 1892 (al primo turno un numero di voti maggiore di un sesto degli iscritti al voto).

### XXIII legislatura
Le votazioni si svolsero in 508 collegi uninominali a doppio turno con la normativa del 1892 (al primo turno un numero di voti maggiore di un sesto degli iscritti al voto).

### XXIV legislatura
Le votazioni si svolsero negli stessi 508 collegi uninominali già esistenti ma, come previsto dal regio decreto del 26 giugno 1913, era eletto al primo turno il candidato che «ha ottenuto un numero di voti maggiore del decimo del numero totale degli elettori del collegio e più della metà dei suffragi dati dai votanti» escludendo le schede nulle (art. 91). Se nessun candidato era eletto, al ballottaggio tra i due candidati con più voti (art. 92) era eletto chi otteneva il maggior numero di voti oppure, in caso di ugual numero di voti, il maggiore d'età (art. 93).